# La Chapelle-sous-Uchon
La Chapelle-sous-Uchon is een gemeente in het Franse departement Saône-et-Loire (regio Bourgogne-Franche-Comté) en telt 211 inwoners (1999). De plaats maakt deel uit van het arrondissement Autun.

## Geografie
De oppervlakte van La Chapelle-sous-Uchon bedraagt 16,3 km², de bevolkingsdichtheid is 12,9 inwoners per km².
De onderstaande kaart toont de ligging van La Chapelle-sous-Uchon met de belangrijkste infrastructuur en aangrenzende gemeenten.

## Demografie
Onderstaande figuur toont het verloop van het inwonertal (bron: INSEE-tellingen).